# 格奥尔基·戈尔内亚
格奥尔基·戈尔内亚（羅馬尼亞語：Gheorghe Gornea，1944年8月2日—），罗马尼亚男子足球运动员，司职守门员。他曾代表罗马尼亚国家队参加1970年国际足联世界杯，结果队伍止步小组赛阶段。